# Éléonore de Moura
Pour les articles homonymes, voir Moura (homonymie).
Éléonore de Moura (en italien Eleonora di Mora, en espagnol Leonor de Moura y Moncada ; née en 1642 et morte en 1706 à Madrid) est une femme noble espagnole, d'origine portugaise et également d'ascendance italienne, qui fut brièvement vice-reine de Sicile en 1677, en substitution de son mari mort, don Ángel de Guzmán.

## Biographie
À la mort de son père Francisco de Moura Cortereal en 1675, elle devient la 4e marquise de Castel Rodrigo, la 3e duchesse de Lumiares et la 2e duchesse de Nocera. Son second mariage se fait avec Carlos Homoide, seigneur d'Almonacid, Comendador Mayor de la Orden de Cristo, vice-roi et capitaine général de Catalogne, Chevalier majeur de la reine Marie-Louise-Gabrielle de Savoie.

## Inspirations
Éléonore est le personnage principal du récit romancé d'Andrea Camilleri, La rivoluzione della luna (2013) qui se déroule pendant son court règne de 27 jours.